# Johann Kompalla
Johann Kompalla (* 23. Juni 1879 in Chropaczow; † im 20. Jahrhundert) war ein Politiker der deutschen Minderheit in der Zweiten Polnischen Republik (KVP) und Abgeordneter des Schlesischen Parlaments.

## Leben
Johann Kompalla besuchte die Elementarschule Ober-Lagiewnik und machte eine Ausbildung als Kaufmann in Guttentag. Er arbeitete als Aufseher in der Eisengießerei Hubertushütte und ab 1905 als Arbeiter bzw. Scherenmann bei der Schlesischen AG., Abteilung Zinkwalzwerk in Chropaczow (1912 in Schlesiengrube umbenannt).
Im Ersten Weltkrieg leistete er Kriegsdienst und war dreieinhalb Jahre in Frankreich und ein Jahr in Russland eingesetzt.
Johann Kompalla war nach 1922 Mitglied und Amtswalter der Deutschen Partei in Polnisch-Schlesien. 1930 wurde er in den II. Schlesischen Sejm gewählt.